# Bataille de Smoliani
Sixième Coalition
Batailles
Campagne de Russie (1812)
- Liste des batailles
- Mir
- Moguilev
- Ostrovno
- Vitebsk
- Kliastitsy
- Smolensk
- 1re Polotsk
- Valoutina Gora
- Moskova
- Moscou
- Winkowo
- 2e Polotsk
- Maloïaroslavets
- Gorodnia
- Czaśniki
- Viazma
- Smoliani
- Krasnoï
- Bérézina

Campagne d'Allemagne (1813)
- Dantzig
- Lunebourg
- Möckern
- Lützen
- Bautzen
- Reichenbach
- Haynau
- Luckau
- Hoyerswerda
- Lauenbourg
- Goldberg
- Gross Beeren
- Katzbach
- Dresde
- Kulm
- Dennewitz
- Peterswalde
- Liebertwolkwitz
- Leipzig
- Hanau
- Sehested
- Torgau
- Hambourg

Campagne de France (1814)
- Sainte-Croix-en-Plaine
- Besançon
- Mayence
- Metz
- Saint-Avold
- 1re Saint-Dizier
- Brienne
- La Rothière
- Campagne des Six-Jours (Champaubert
- Montmirail
- Château-Thierry
- Vauchamps)
- Mormant
- Montereau
- Bar-sur-Aube
- Saint-Julien
- Laubressel
- Berry-au-Bac
- Craonne
- Coutures
- Laon
- Soissons
- Mâcon
- Reims
- Saint-Georges-de-Reneins
- Limonest
- Arcis-sur-Aube
- Fère-Champenoise
- 2e Saint-Dizier
- Meaux
- Claye
- Villeparisis
- Paris

- Feistritz
- Caldiero (en)
- Trieste
- Mincio

- Hoogstraten (de)
- Anvers
- Berg-op-Zoom
- Courtrai

La bataille de Smoliani se déroule les 13 et 14 novembre 1812 entre l'armée russe du général Pierre Wittgenstein et les forces françaises des maréchaux Victor et Oudinot. L'affrontement se solde par une victoire russe.

## Contexte
Apprenant la défaite à la bataille de Czaśniki, Napoléon, déjà préoccupé par la défaite à la bataille de Polotsk ordonne à Victor de reprendre immédiatement l'offensive pour repousser Wittgenstein et rétablir la « ligne de la Dvina » censée protéger le flanc nord de la Grande Armée en Russie.
À l'heure de la rencontre de Smoliani, Napoléon projette de mener plus à l'ouest, à Minsk, sa Grande Armée qui se désintègre. Dans ce but, l'itinéraire de retraite doit être sécurisé. La position de Wittgenstein à Czaśniki, est à peine à plus de 60 kilomètres au nord de Bobrouisk, où Napoléon a prévu de passer pour atteindre Minsk.
Selon les ordres de Napoléon, que Victor approuve, celui-ci doit coordonner les actions de sa 9e division avec les 2e et 6e divisions du maréchal Oudinot pour attaquer de front Wittgenstein avec une seule division, tandis que les deux autres attaqueraient de flanc. Cependant, sur l'insistance d'Oudinot, qui estime plus avantageux d'attaquer de front Wittgenstein, ce projet est abandonné,.

### États d'âme dans les états-majors
À la suite des revers précédents, mais aussi à cause des erreurs de planification, et de l'indécision, les officiers français font preuve de pessimisme. Au contraire, à la veille de la bataille, à la suite des récentes victoires, la confiance et la fierté règne dans l'état-major de Wittgenstein, et l'optimisme est de rigueur parmi les chefs russes.

### Usure des forces françaises
Le moral des Français est également miné à mesure que monte la fatigue dans les rangs.
Dans les deux semaines qui ont suivi la bataille de Czaśniki, l'armée de Victor a beaucoup souffert du froid et des maladies. Le 10 novembre, seulement 25 000 soldats demeurent sous les ordres de Victor. Dans ce secteur, les forces de Wittgenstein sont maintenant légèrement supérieures en nombre. Mieux approvisionnées, mieux protégées des éléments que leurs ennemis, les troupes de Wittgenstein souffrent moins de la fatigue, des privations et des conditions météorologiques.

## La bataille
La bataille de Smoliani débute le 13 novembre, au village voisin d'Axenzi. Les Français sont d'abord victorieux. Les 6 000 hommes du général Partouneaux attaquent l'avant-garde de Wittgenstein, également composée de 6 000 hommes, menés par le général Alexeiev. Chaque camp perd approximativement 500 soldats dans cette rencontre, et en dépit de renforts, les Russes sont forcés de reculer à Smoliani.
Le jour suivant, 14 novembre, le combat s'intensifie quand 5 000 soldats de Victor attaquent et prennent Smoliani. Mais les Français sont bien vite repoussés par une contre-attaque et perdent le village. Pendant ce temps, un petit détachement russe s'oppose aux forces d'Oudinot pourtant supérieures en nombre, pour le contrôle du village de Poczavizi, empêchant ces troupes d'aller prêter main-forte à Victor.
Bien que le bilan de l'action soit neutre, chaque camp ayant regagné ses positions initiales avec des pertes équivalentes — environ 3 000 morts, blessés ou prisonniers — le moral des Français a beaucoup souffert. Le jour suivant, 15 novembre, Victor fait retraite 30 kilomètres au sud de Chereja.

## Conséquences
Cette bataille est la dernière tentative des Français pour rétablir la « ligne de la Dvina ».